# 京都府道617号上延利線
京都府道617号上延利線（きょうとふどう617ごう あげのぶとしせん）は、京都府宮津市から京丹後市に至る一般府道である。

## 概要
宮津市字日置から京丹後市大宮町延利に至る。
宮津市北部の日置地区と京丹後市大宮町東部の五十河地区を連絡する路線であるが、不通区間があるため、宮津市と京丹後市のそれぞれの区間が盲腸線となっている。

### 路線データ
- 起点：宮津市字日置（金剛心院前交差点、京都府道75号浜丹後線交点）
- 終点：京丹後市大宮町延利（延利桜木交差点、京都府道53号網野岩滝線交点、京都府道618号上世屋内山線終点、京都府道655号味土野大宮線上）
- 総延長：7.0577 km[注釈 1][2]
- 不通区間：宮津市字畑 - 京丹後市大宮町新宮

## 路線状況
宮津市字畑から京丹後市大宮町新宮にかけての市境付近は不通区間となっている。起終点間を迂回する代用ルートとしては、国道178号および京都府道53号網野岩滝線を利用するか、京都府道75号浜丹後線および京都府道618号上世屋内山線と丹後縦貫林道を利用することとなる。なお、丹後縦貫林道を迂回する場合は、工事によって通行止になっていることがあるため、利用の際は事前に確認が必要である。

### 重複区間
- 京都府道618号上世屋内山線・京都府道655号味土野大宮線（京丹後市大宮町五十河・五十河新宮交差点 - 京丹後市大宮町延利・延利桜木交差点（終点））

## 地理
不通区間の起点側は畑川に沿って西に向かって遡り、畑集落付近に至る。一方の終点側は新宮集落付近から山上の尾根線を付近を走行する丹後縦貫林道と並行するように竹野川源流を南西に向かって下り、延利集落に至る。

### 通過する自治体
- 京都府
  - 宮津市 - 京丹後市

### 交差する道路
| 交差する道路                                                                                         | 市町村名 | 交差する場所 | 交差する場所            |
| --- | -------- | ------------ | ----------------------- |
| 京都府道75号浜丹後線                                                                                 | 宮津市   | 字日置       | 金剛心院前交差点 / 起点 |
| 未供用区間                                                                                           |          |              |                         |
| 京都府道618号上世屋内山線 重複区間起点 京都府道655号味土野大宮線 重複区間起点                        | 京丹後市 | 大宮町五十河 | 五十河新宮交差点        |
| 京都府道53号網野岩滝線 京都府道618号上世屋内山線 重複区間終点 京都府道655号味土野大宮線 重複区間終点 | 京丹後市 | 大宮町延利   | 延利桜木交差点 / 終点   |

### 沿線
自然
- 畑川

史跡
- 新宮窯跡

神社・仏閣
- 金剛心院
- 有坂神社
- 三社神社